# جاكس مولهولاند
جاكس مولهولاند (بالإنجليزية: Jakes Mulholland)‏ (2 أكتوبر 1901 - 19 أغسطس 1969) هو لاعب كرة قدم أمريكي في مركز الدفاع، شارك في الألعاب الأولمبية الصيفية 1924.

## وصلات خارجية
- جاكس مولهولاند على موقع أوليمبيديا (الإنجليزية)